# Krokeidet

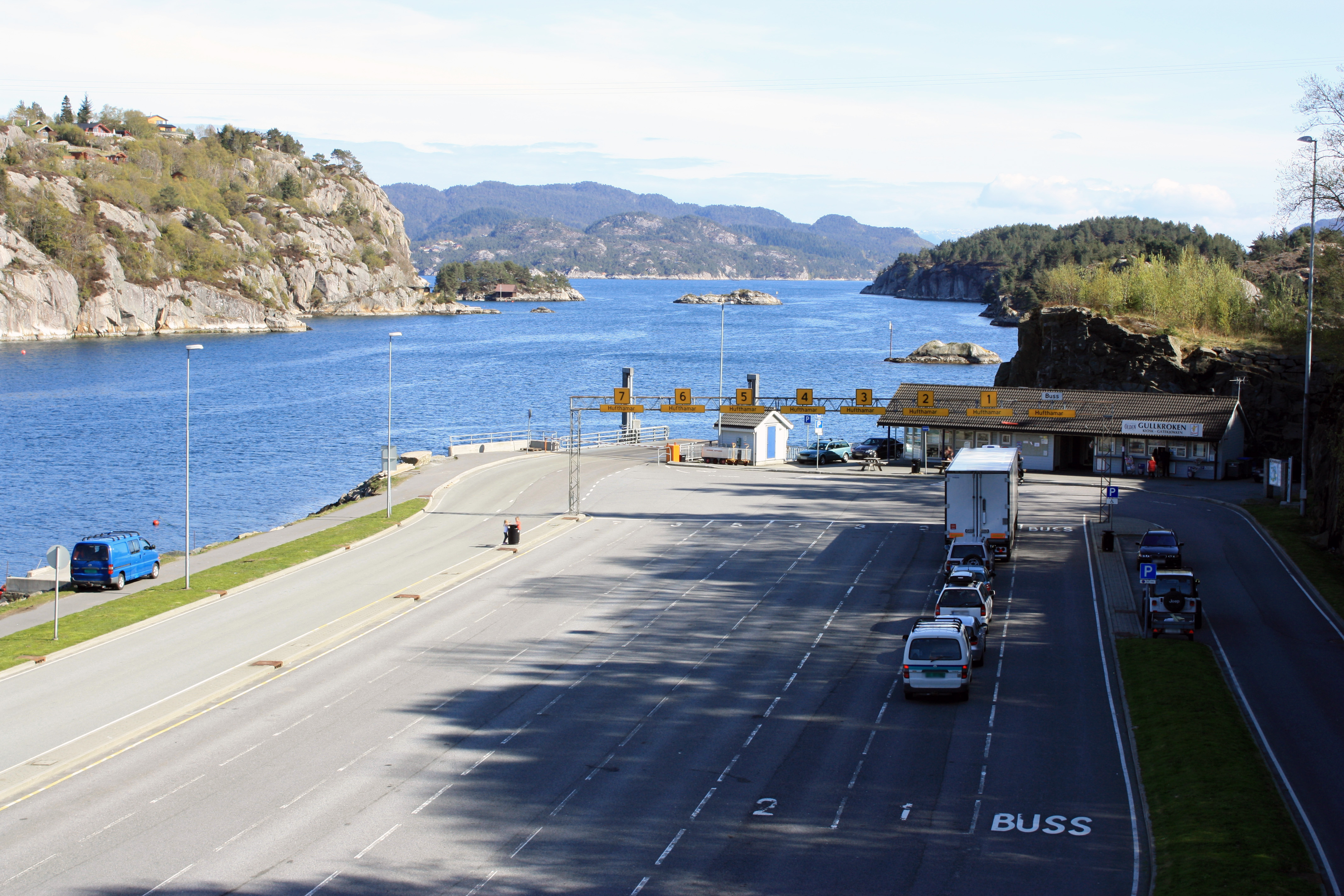
Muelle de Krokeidet

Krokeidet es una localidad situada en el municipio de Bergen, en la provincia de Vestlandet, Noruega. Tiene una población estimada, a principios de 2020, de 385 habitantes.
Está ubicada al suroeste del país, cerca del fiordo de Hardanger, de la ciudad de Bergen y de la costa del mar de Noruega.